# Nemes
| n · T34 · m | s | V6 |

| n · T34 · m | s | V6 |

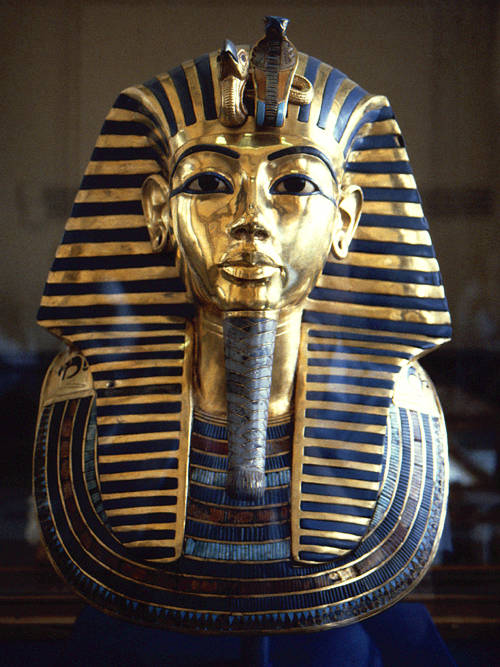
Nemes krále Tutanchamona na pohřební masce

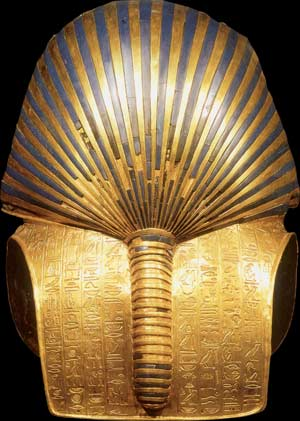
Zadní vázání

Nemes (ve starší literatuře uváděno též jako klaft) je ve starověkém Egyptě pokrývka hlavy, která u panovníků, jimž je vyhrazeno její užívání, často nahrazuje královskou korunu. Spíše ojediněle (např. na vyobrazeních Amenhotepa III. a jeho nástupce Achnatona, v 19. dynastii např. u Ramesse II.) se z neznámých důvodů lze setkat s kombinací nemesu se spojenou korunou. Má podobu proužkovaného obdélníkového šátku přiléhajícího k čelu a přidržovaného čelenkou; přední cípy splývají přes ramena na hruď, zadní jsou spleteny do copánku na zádech. V naprosté většině případů je nemes na přidržující čelence doplňován ureem, jen výjimečně tento výsostný symbol královské moci chybí.
Původ nemesu je většinou spatřován v prehistorickém pastýřském šátku. Prvním nesporným dokladem jeho užívání je socha panovníka Džosera z doby 3. dynastie, umístěná v serdabu jeho pyramidového komplexu. Nelze ovšem vyloučit, že byl užíván už dříve: obdobou či přímým předchůdcem snad může být pokrývka, kterou má na hlavě král Den z 1. dynastie na slonovinové destičce ze sbírek Britského muzea. Nemes se pak hojně objevuje na vyobrazeních po celé faraonské období.